# Intercanvi de dades CAD

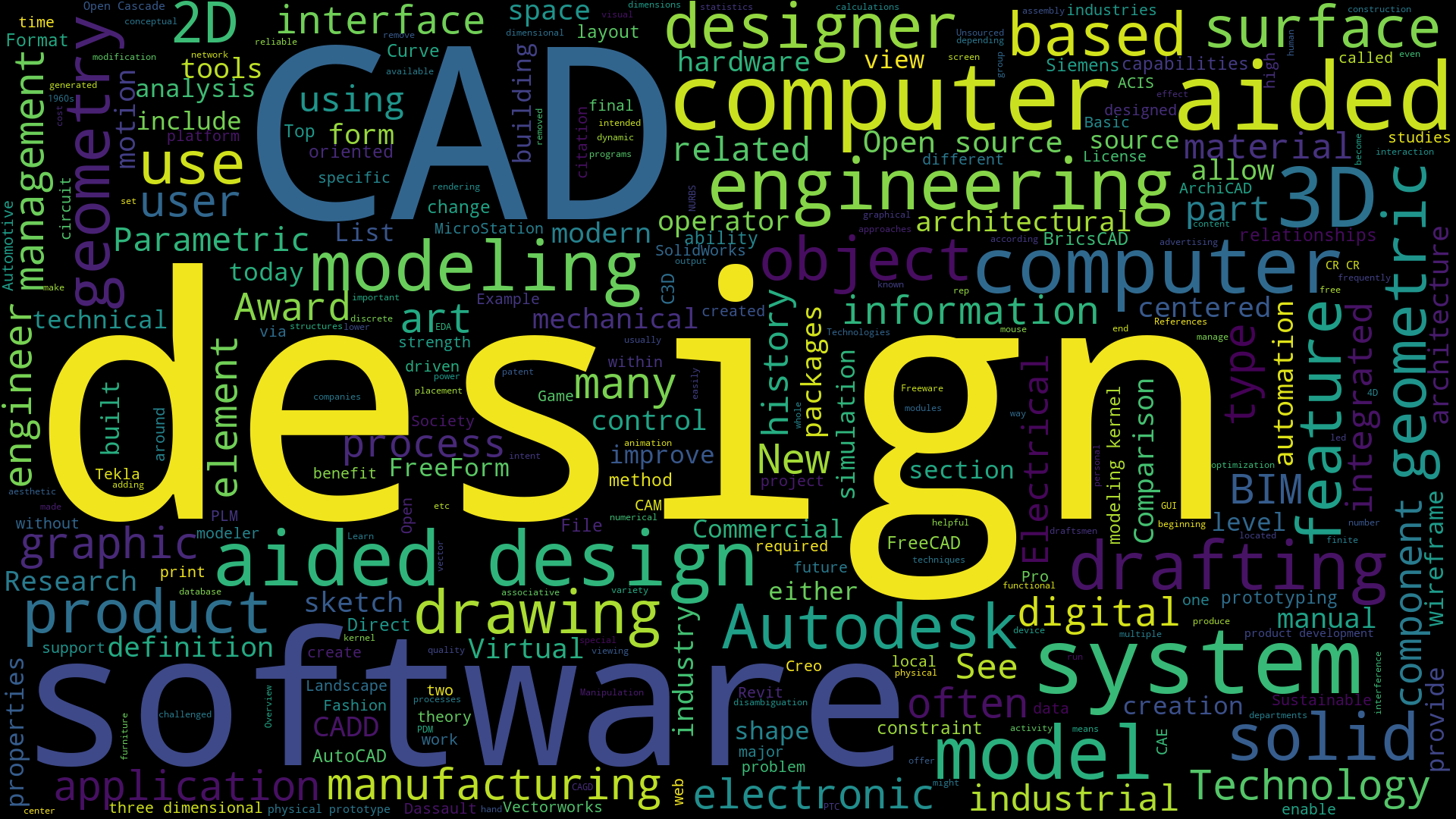
Núvol de paraules de disseny assistit per ordinador

L'intercanvi de dades CAD és un mètode d'intercanvi de dades de dibuix que s'utilitza per traduir entre diferents sistemes d'autoria de disseny assistit per ordinador (CAD) o entre CAD i altres sistemes CAx posteriors.: 157 
Moltes empreses utilitzen diferents sistemes CAD i intercanvien formats de fitxer de dades CAD amb proveïdors, clients i subcontractistes. Aquests formats solen ser propietaris.  : 157 La transferència de dades és necessària perquè, per exemple, una organització pugui estar desenvolupant un model CAD, mentre que una altra realitza treballs d'anàlisi sobre el mateix model; al mateix temps, una tercera organització és responsable de la fabricació del producte.

Des de la dècada de 1980, han sorgit una varietat de tecnologies CAD diferents. Es diferencien en els objectius de l'aplicació, les interfícies d'usuari, els nivells de rendiment i les estructures de dades i els formats de fitxers de dades. A efectes d'interoperabilitat, un requisit de precisió en el procés d'intercanvi de dades és de gran importància i es necessiten mecanismes d'intercanvi sòlids.
El procés d'intercanvi s'adreça principalment a la informació geomètrica de les dades CAD, però també pot orientar-se a altres aspectes com les metadades,  coneixements, informació de fabricació, toleràncies i estructura de muntatge.

Hi ha tres opcions disponibles per a l'intercanvi de dades CAD: traducció directa de models, intercanvi de fitxers neutral i traductors de tercers.

## Contingut de dades CAD
Encara que inicialment s'orientava a la informació geomètrica (marc de filferro, superfícies, sòlids i dibuixos) d'un producte, avui dia hi ha altres dades que es poden recuperar d'un fitxer CAD:
- Metadades : atributs no gràfics, per exemple:
  - números de part o detall
  - autor del dibuix
  - nivell de revisió, ruta del fitxer a l'ordinador o emmagatzematge en xarxa
  - sistema, la informació de llançament, etc.
- Dades d'intenció de disseny, per exemple, arbres històrics, fórmules, regles, directrius
- Dades d'aplicació: per exemple, rutes d'eines de control numèric, dimensionament i tolerància geomètrica (GD&T), planificació de processos i estructura de muntatge

Els diferents tipus d'informació del producte objecte del procés d'intercanvi poden variar al llarg del cicle de vida del producte. En les primeres etapes del procés de disseny, es fa més èmfasi en els aspectes geomètrics i de la intenció del disseny de l'intercanvi de dades, mentre que les metadades i les dades de l'aplicació són més importants en les etapes posteriors del desenvolupament del producte i del procés.

## Opcions d'intercanvi de dades
Hi ha almenys tres maneres d'intercanviar dades entre diferents sistemes CAD: mitjançant una còpia impresa o una imatge (per exemple, TIFF, GIF, JPEG, BMP o PCX, mitjançant el traçat d'imatges), formats CAD neutres o traductors de fitxers CAD de tercers entre formats de fitxer propietaris.  : 158 Tots tenen els seus avantatges i desavantatges i poden ser propensos a errors.

### Traducció directa de models
Els traductors directes de dades proporcionen una solució directa que implica traduir les dades emmagatzemades en una base de dades de productes directament d'un format de sistema CAD a un altre, normalment en un sol pas. Normalment hi ha una base de dades neutral en un traductor de dades directe. L'estructura de la base de dades neutral ha de ser general, regida per les definicions mínimes requerides de qualsevol dels tipus de dades de modelatge i ser independent de qualsevol format de proveïdor. Els sistemes CAD principals, com SolidWorks, PTC Creo, Siemens NX i CATIA poden llegir i/o escriure directament altres formats CAD, simplement utilitzant les opcions Obrir fitxer i Desar fitxer com a. Aquesta opció està limitada pel fet que la majoria dels formats CAD són propietaris, per tant, els traductors directes solen ser unidireccionals, parcialment funcionals i no estandarditzats.

### Intercanvi de fitxers neutral
L'intercanvi de fitxers neutral utilitza un format neutral intermediari per traduir dades entre sistemes CAD. Aquest mètode parteix d'un preprocessador incrustat al sistema CAD original, que genera el fitxer neutre a partir del format CAD d'origen. El sistema CAD objectiu processa posteriorment el fitxer neutral i el converteix al format natiu objectiu. Alguns formats neutres són definits per organitzacions d'estàndards com IGES i STEP, mentre que d'altres són propietaris, però encara s'utilitzen àmpliament i es consideren estàndards quasi industrials.

#### Formats neutres
DXF (Format d'intercanvi de dibuix)
Desenvolupat per Autodesk el 1982 com a solució d'interoperabilitat de dades entre AutoCAD i altres sistemes CAD. El DXF es basa principalment en 2D i el seu format és una representació de dades etiquetades de tota la informació continguda en un fitxer de dibuix d'AutoCAD, el que significa que cada element de dades del fitxer va precedit d'un número enter que s'anomena codi de grup que indica el tipus. de l'element de dades següent. Com que la majoria dels desenvolupadors de programari d'aplicacions comercials han optat per donar suport al DWG natiu d'Autodesk com a format per a la interoperabilitat de dades d'AutoCAD, DXF s'ha tornat menys útil.
VDA-FS (Verband der Automobilindustrie – Flächenschnittstelle)
Creat per l'Associació Alemanya de la Indústria de l'Automòbil l'any 1982 com a mètode d'interoperabilitat per a superfícies de forma lliure. Aquest format es diferencia d'altres formats perquè només admet la comunicació de dades de corbes i superfícies de forma lliure amb comentaris associats, però no hi ha altres entitats geomètriques o no geomètriques. Per tant, es limita a representacions per polinomis paramètrics, però això cobreix la gran majoria dels sistemes CAD de forma lliure. Inclou tipus de superfícies de producte tensor Bézier, B-Spline i Coons i les corbes corresponents. L'especificació VDA-FS es publica a l'estàndard industrial alemany DIN 66301.
PDES (especificació d'intercanvi de dades de producte)
Es va originar el 1988 sota l'estudi Product Definition Data Interface (PDDI) realitzat per McDonnell Aircraft Corporation en nom de la Força Aèria dels EUA. PDES va ser dissenyat per definir completament un producte per a totes les aplicacions al llarg del seu cicle de vida esperat, incloent geometria, topologia, toleràncies, relacions, atributs i característiques necessàries per definir completament una peça o un conjunt de peces. El PDES es pot veure com una ampliació de l'IGES on s'han afegit dades organitzatives i tecnològiques. De fet, el PDES posterior contenia IGES. El desenvolupament de PDES sota la direcció de l'organització IGES i en estreta col·laboració amb l'Organització Internacional per a la Normalització (ISO) va donar lloc al naixement de STEP.
STEP (ISO 10303 - Estàndard per a l'intercanvi de dades del model de producte)
El treball amb la norma ISO 10303 es va iniciar l'any 1984 i es va publicar inicialment l'any 1994, amb l'objectiu d'estandarditzar l'intercanvi de dades de producte entre sistemes PLM. És un conjunt molt complet d'especificacions que cobreixen molts tipus de productes diferents i moltes fases del cicle de vida. STEP utilitza el format ISO 10303-11 neutre, també conegut com a esquema EXPRESS. EXPRESS defineix no només els tipus de dades, sinó també les relacions i les regles que s'hi apliquen. STEP admet l'intercanvi de dades, l'intercanvi de dades i l'arxiu de dades. Per a l'intercanvi de dades, STEP defineix la forma transitòria de les dades del producte que s'han de transferir entre un parell d'aplicacions. Admet l'intercanvi de dades proporcionant accés i funcionament en una única còpia de les dades del mateix producte per més d'una aplicació, potencialment simultàniament. STEP també es pot utilitzar per donar suport al desenvolupament de les dades del producte d'arxiu. STEP consta de diversos centenars de documents anomenats parts. Cada any s'afegeixen peces noves o es publiquen noves revisions de peces més antigues. Això fa que STEP sigui l'estàndard més gran de l'ISO. Les parts de la sèrie 200 STEP s'anomenen protocols d'aplicació (AP), amb les parts específiques directament relacionades amb els sistemes CAD:
- 203 (Dissenys 3D controlats per configuració de peces i conjunts mecànics) – S'utilitza principalment per al disseny 3D i l'estructura del producte. Un subconjunt de l'AP214 però el més utilitzat.
- 210 (Disseny de muntatge, interconnexió i embalatge electrònic) – Sistemes CAD per a plaques de circuit imprès.
- 212 (Disseny i instal·lació electrotècnica) – Sistemes CAD d'instal·lació elèctrica i arnés de cables.
- 214 (Dades bàsiques per als processos de disseny mecànic d'automoció) - Com es representa STEP en un fitxer de text per a l'intercanvi.
- 238 (Model interpretat d'aplicació STEP-NC per a controladors numèrics informatitzats) – Informació del procés de mecanitzat CAD, CAM i CNC.
- 242 (Enginyeria 3D basada en models gestionats): la fusió dels dos protocols d'aplicació STEP principals, AP 203 i AP 214.